# Telenor Arena
Telenor Arena — спортивна споруда, багатоцільовий критий стадіон, розташований у передмісті Берума, що у південній частині району Великого Осло в Норвегії. Стадіон є місцем проведення домашніх зустрічей місцевого футбольного клубу ФК «Стабек», а також різноманітних концертних заходів. Носить назву норвезької телекомунікаційної компанії Telenor, яка виступає титульним спонсором споруди відповідно до діючого до 2018 року контракту.
У травні 2010 року була місцем проведення пісенного конкурсу Євробачення 2010.

## Історія
Необхідність побудови нового стадіону для клубу «Стабек» була викликана стрімким піднесенням команди з нижчих ліг норвезької футбольної першості до елітної Тіппеліги, яке відбулося у першій половині 1990-х. Незважаючи на розширення та модернізацію колишньої домашньої арени клубу, наприкінці 1990-х виникла ідея будівництва нового стадіону для його потреб. Місцем розташування нової арени було обрано район Форнебу муніципалітету Берум, де саме проходило перепланування території, пов'язане з виведенням з експлуатації однойменного аеропорту, який довгий час слугував головними повітряними воротами Осло.
Довгі перемовини між футбольним клубом, місцевою владою та власниками існуючої нерухомості завершилися узгодженням у червні 2006 року проекту стадіону. Реалізація цього проекту почалася у лютому 2007 та обійшлася у 585 мільйонів норвезьких крон. 
Будівельні роботи були завершені наприкінці 2008 року, а на початку січня наступного року на стадіоні було проведено першу товариську гру. 18 лютого арена прийняла концерт австралійського рок-гурту AC/DC і лише 8 березня 2009 року відбулася офіційна церемонія її відкриття, приурочена до першого в історії матчу за Суперкубок Норвегії, у якому господарі стадіону приймали клуб «Волеренга» та перемогли з рахунком 3:1.

## Євробачення 2010
Оскільки переможцем пісенного конкурсу Євробачення 2009 став представник Норвегії Олександр Рибак, то, згідно з правилами конкурсу, саме ця країна отримала право приймати аналогічну подію наступного року. Місцем проведення пісенного конкурсу Євробачення 2010 було обрано саме Telenor Arena, чия місткість у концертному форматі становить 23 000 глядачів.
25 та 27 травня стадіон приймав півфінали конкурсу, а 29 травня 2010 року — фінал події.

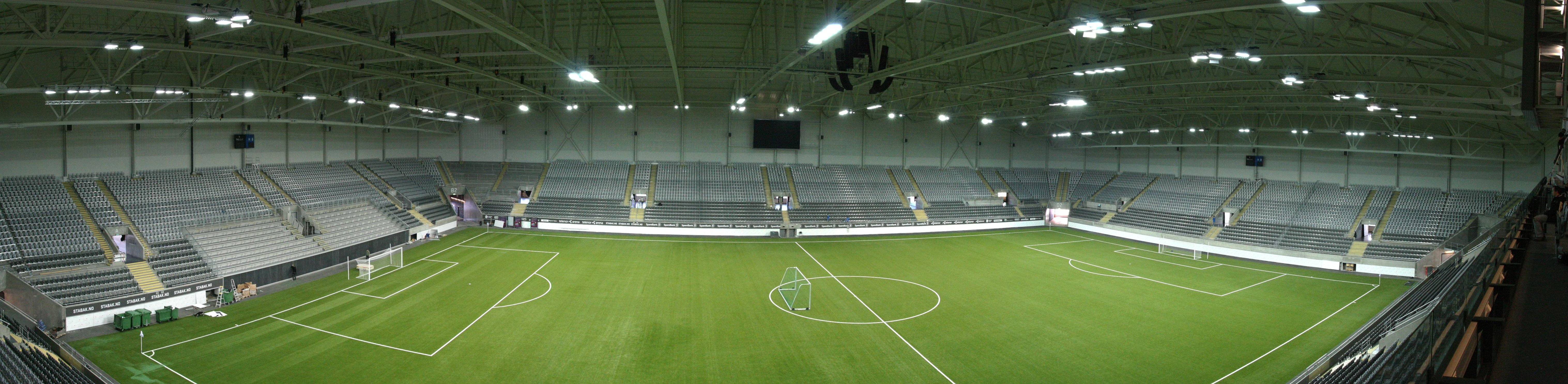
Інтер'єр Telenor Arena.